# Kanton Saint-Sauveur-le-Vicomte
Der Kanton Saint-Sauveur-le-Vicomte war von 1790 bis 2015 ein französischer Wahlkreis im Arrondissement Cherbourg, im Département Manche und in der Region Normandie. Hauptort war Saint-Sauveur-le-Vicomte.
Der Kanton Saint-Sauveur-le-Vicomte hatte zum 1. Januar 2012 insgesamt 7029 Einwohner.

## Gemeinden
Der Kanton bestand aus 19 Gemeinden:
| Gemeinde                 | Einwohner Jahr | Fläche km² | Bevölkerungsdichte | Code INSEE | Postleitzahl |
| ------------------------ | -------------- | ---------- | ------------------ | ---------- | ------------ |
| Besneville               | 683 (2013)     | –          | – Einw./km²        | 50049      | 50390        |
| Biniville                | 114 (2013)     | –          | – Einw./km²        | 50055      | 50390        |
| La Bonneville            | 195 (2013)     | –          | – Einw./km²        | 50064      | 50360        |
| Catteville               | 109 (2013)     | –          | – Einw./km²        | 50105      | 50390        |
| Colomby                  | 510 (2013)     | –          | – Einw./km²        | 50138      | 50700        |
| Crosville-sur-Douve      | 62 (2013)      | –          | – Einw./km²        | 50156      | 50390        |
| Étienville               | 376 (2013)     | –          | – Einw./km²        | 50177      | 50360        |
| Golleville               | 176 (2013)     | –          | – Einw./km²        | 50207      | 50390        |
| Hautteville-Bocage       | 139 (2013)     | –          | – Einw./km²        | 50233      | 50390        |
| Les Moitiers-en-Bauptois | 348 (2013)     | –          | – Einw./km²        | 50333      | 50360        |
| Néhou                    | 580 (2013)     | –          | – Einw./km²        | 50370      | 50390        |
| Neuville-en-Beaumont     | 39 (2013)      | –          | – Einw./km²        | 50374      | 50250        |
| Orglandes                | 359 (2013)     | –          | – Einw./km²        | 50387      | 50390        |
| Rauville-la-Place        | 390 (2013)     | –          | – Einw./km²        | 50426      | 50390        |
| Reigneville-Bocage       | 37 (2013)      | –          | – Einw./km²        | 50430      | 50390        |
| Sainte-Colombe           | 218 (2013)     | –          | – Einw./km²        | 50457      | 50390        |
| Saint-Jacques-de-Néhou   | 575 (2013)     | –          | – Einw./km²        | 50486      | 50390        |
| Saint-Sauveur-le-Vicomte | 2.195 (2013)   | –          | – Einw./km²        | 50551      | 50390        |
| Taillepied               | 26 (2013)      | –          | – Einw./km²        | 50587      | 50390        |